# Клавдий
Тибе́рий Кла́вдий Це́зарь А́вгуст Герма́ник (лат. Tiberius Claudius Caesar Augustus Germanicus), при рождении Тибе́рий Кла́вдий Друз (лат. Tiberius Claudius Drusus), правил с 41 по 54 годы — Тибе́рий Кла́вдий Неро́н Герма́ник (лат. Tiberius Claudius Nero Germanicus), иногда — Кла́вдий I (1 августа 10 до н. э. — 13 октября 54) — римский император из династии Юлиев-Клавдиев.
Также принцепс Сената, Великий понтифик (лат. Pontifex Maximus), трибун (лат. Tribuniciae potestatis), Отец отечества (лат. Pater patriae) с января 42 года, пятикратный консул (37, 42, 43, 47, 51 годы), цензор (с 47 года).
Полный титул к моменту смерти:
Tiberius Claudius Caesar Augustus Germanicus, Pontifex Maximus, Tribuniciae potestatis XIV, Consul V, Imperator XXVII, Pater Patriae (Тиберий Клавдий Цезарь Август Германик, Великий понтифик, наделён властью трибуна 14 раз, консула — 5 раз, императора — 27 раз, Отец Отечества).

## Семья и детство

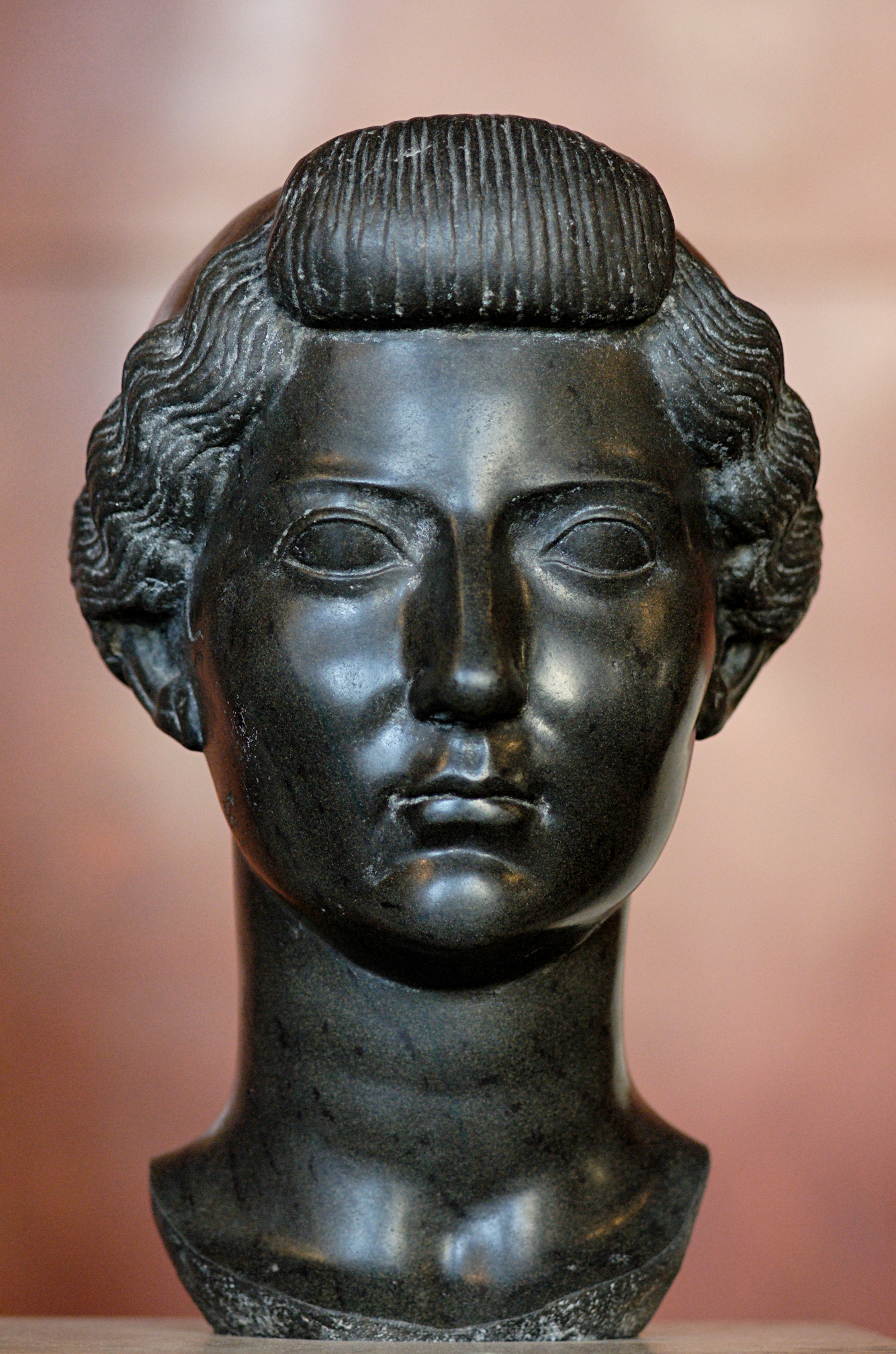
Ливия Друзилла

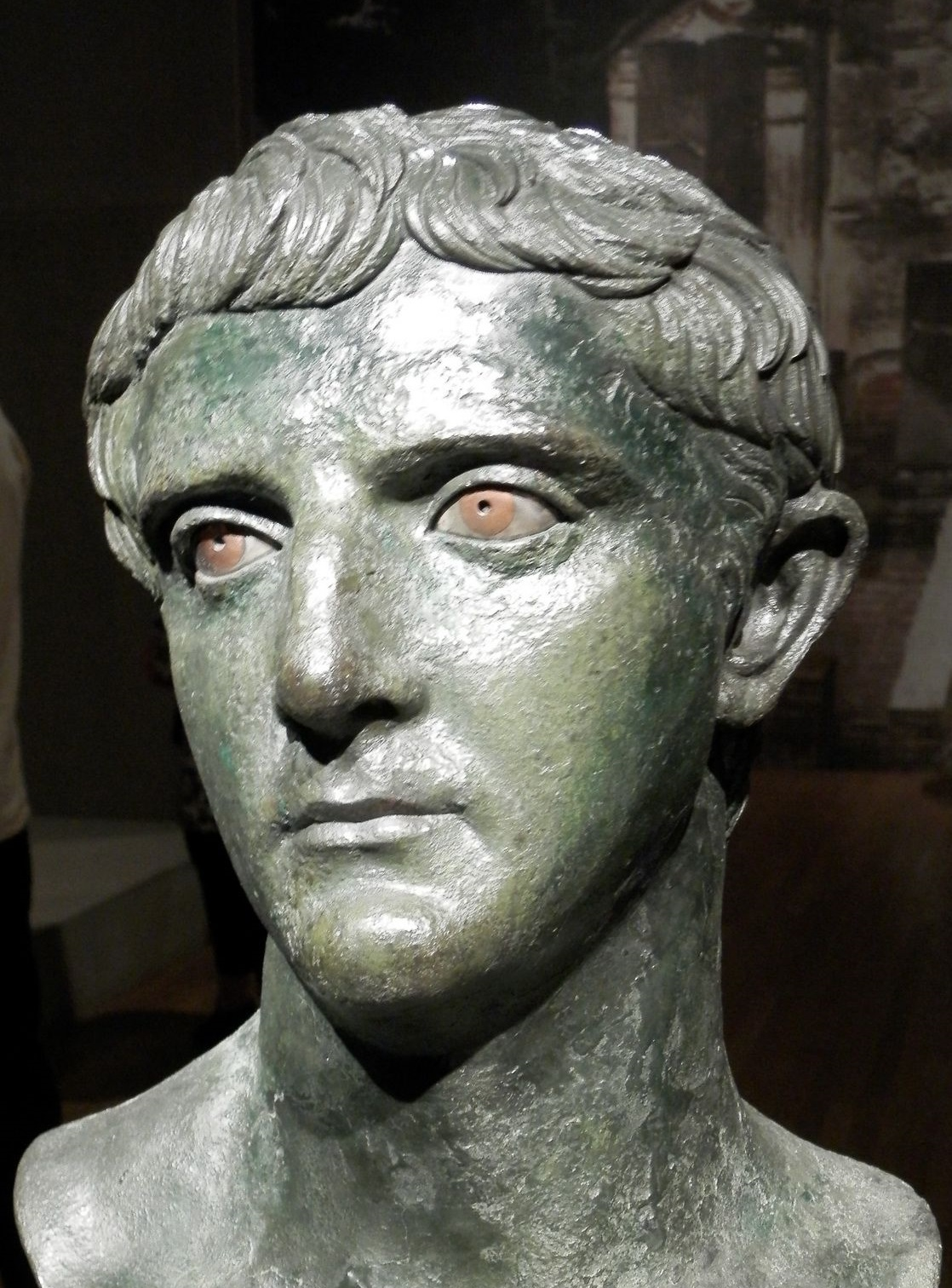
Друз Старший

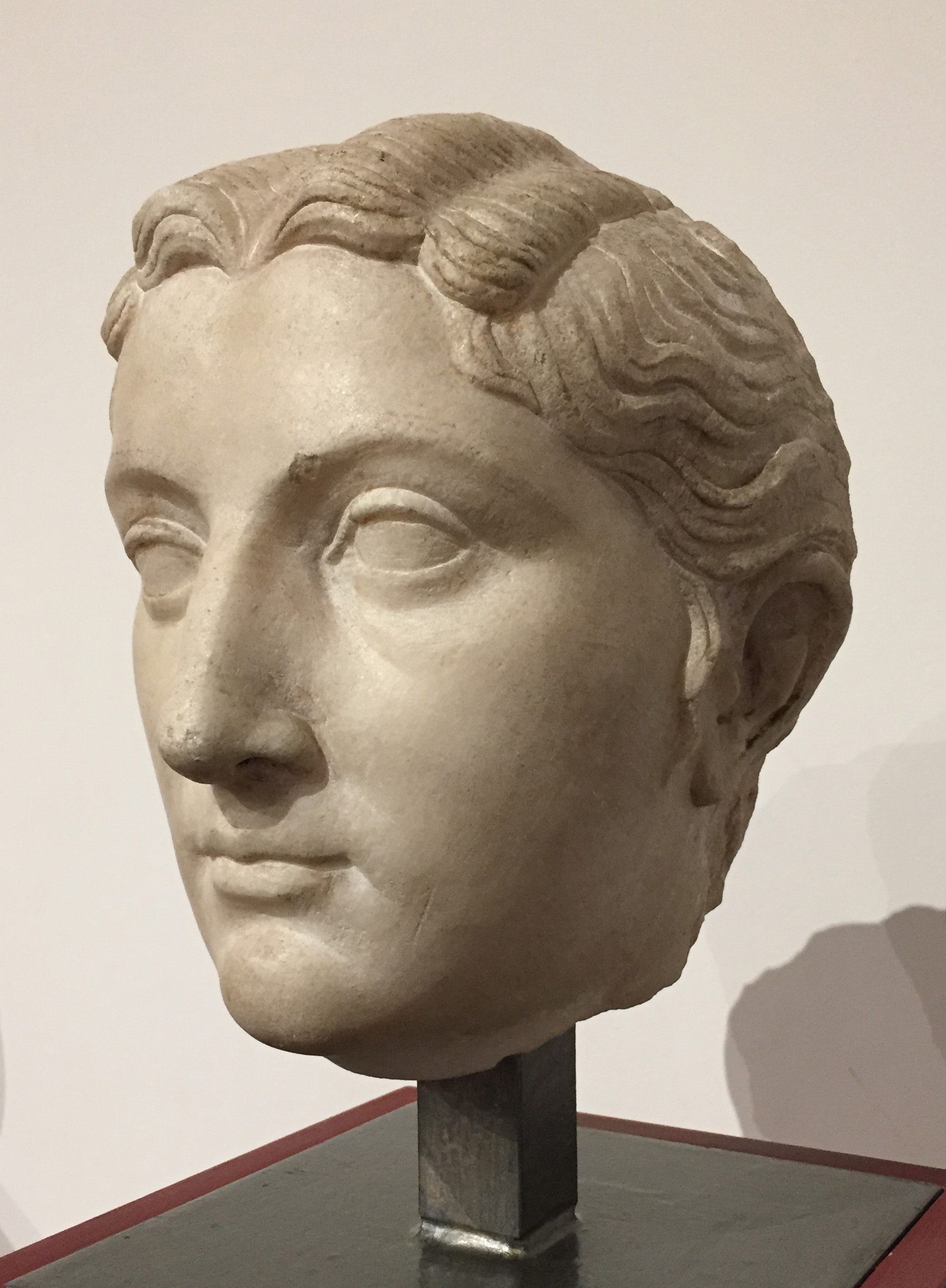
Антония Младшая

Клавдий был сыном Друза Старшего, младшего сына супруги Августа Ливии Друзиллы от её первого брака, и его жены, Антонии Младшей, дочери Марка Антония от сестры Августа, Октавии. По рождению принадлежал к патрицианскому сословию, к одному из древнейших родов — Клавдиям. При рождении получил имя в честь своего дяди Тиберия — Тиберий Клавдий и когномен ветви своего отца — Друз.
Клавдий был младшим ребёнком в семье, родился в Лугдуне (совр. Лион, Франция), во время встречи между Августом, Тиберием и Друзом в августе 10 до н. э. Мальчик родился слабый и болезненный. После смерти отца жил и воспитывался под надзором Антонии, которая не любила его и отзывалась о нём весьма нелестно:

Человек, которого природа только начала создавать, но не закончила.

Во 2 году Август усыновил дядю Клавдия, Тиберия, приказав тому, в свою очередь, усыновить брата Клавдия Германика. Фактически Клавдий стал главой фамильной ветви Друзов. К тому моменту мальчик серьёзно увлёкся историей и под руководством своих наставников Ливия, Сульпиция Флава и Афинодора стал писать научные труды.
К концу своего правления Август полностью убедился, что Клавдия нельзя рассматривать в качестве политического деятеля, хотя отмечал, что периодически в нём проявляются задатки хорошего оратора и учёного, о чём писал в нескольких письмах к Ливии:

Хоть убей, я сам изумлён, дорогая Ливия, что декламация твоего внука Тиберия мне понравилась. Понять не могу, как он мог, декламируя, говорить всё, что нужно, и так связно, когда обычно говорит столь бессвязно.— 

## Учёный
В 14 году, когда скончался Август, Клавдий был избран главой посольства к консулам от всаднического сословия. Он был упомянут в завещании Августа среди наследников третьей очереди. В том же году Клавдий несколько раз испрашивал у Тиберия разрешение занять какую-либо должность, однако всё, чего добился — консульские знаки отличия без права исполнять обязанности консула и присутствовать в Сенате. Рассудив, что дальнейшие попытки могут ухудшить его положение, Клавдий удалился на свою виллу в Кампании, где серьёзно занимался научной работой, перемежая занятия с играми и пьянством в компании учителей.
Свои первые научные работы Клавдий стал писать ещё при Августе. В его «Истории гражданских войн» он весьма критически отзывался о действиях Августа и слишком хорошо — о республиканцах и своём деде, Марке Антонии, из-за чего Антония и Ливия не позволили ему дальше заниматься историей гражданских войн.
Тогда внимание Клавдия переключилось на другие темы, более отдалённые по времени и менее опасные. Основными его работами стали обширная «История этрусков» в двадцати книгах, к которой он составил словарь этрусского языка, уже тогда практически забытого в Риме, и «История Карфагена» в восьми книгах. Также им было написано полушуточное наставление по игре в кости, которую он очень любил.

Клавдиевы буквы

Ни один из его трудов до нашего времени не сохранился, судить о них можно лишь по небольшим цитатам, встречающимся у Плиния в его «Естественной истории».
Также Клавдием была предпринята попытка изменения латинского алфавита. Им были внесены в алфавит три новые буквы, которые получили название «Клавдиевых букв». В широкое употребление они не вошли. Формы знаков, вероятно, были выбраны так, чтобы было понятно их значение; они строились по образцу существовавших букв. Буквы использовались только во время правления Клавдия, после его смерти от них отказались.

## Племянник императора

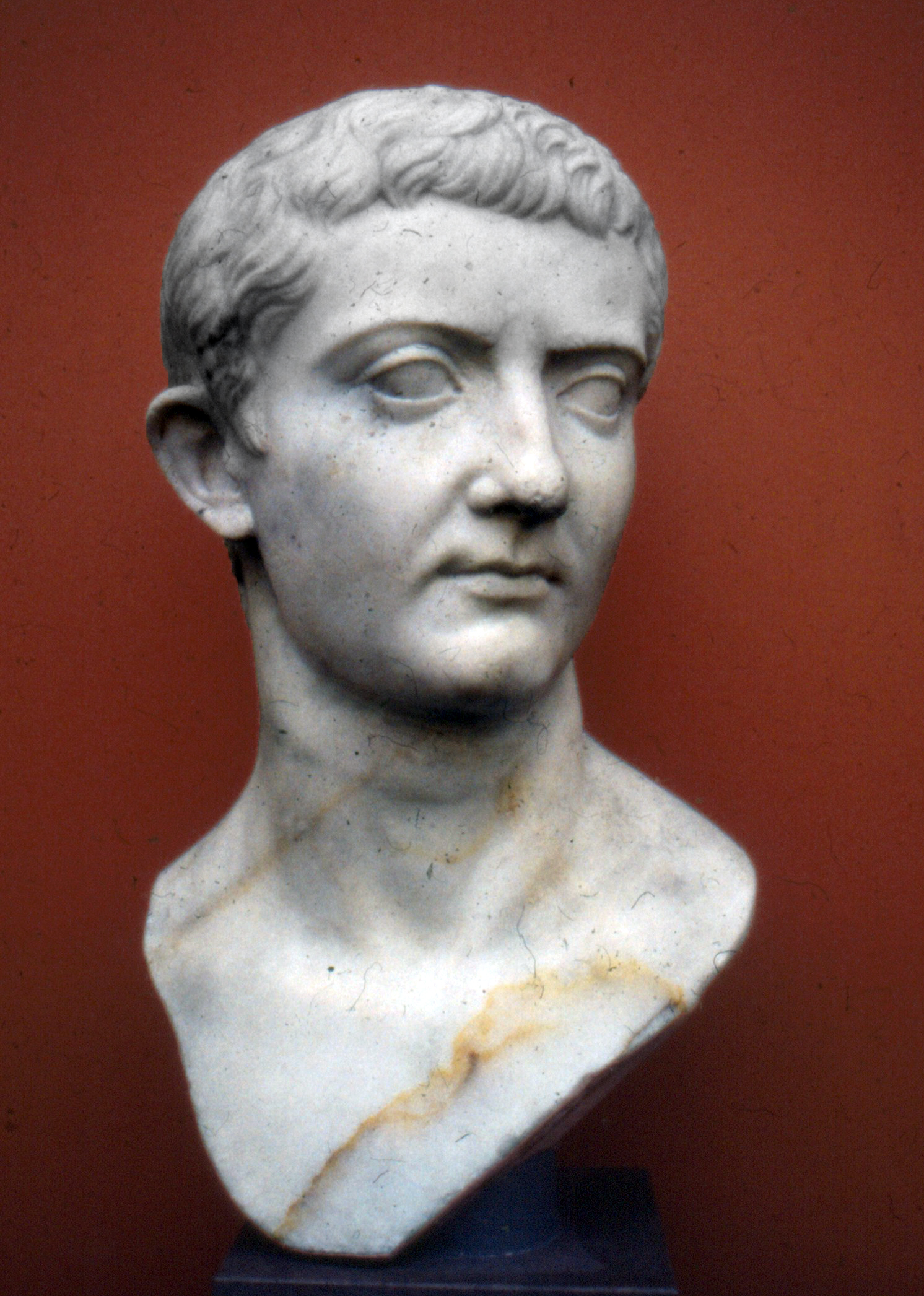
Тиберий

Во время правления Тиберия, как и Август, считавшего Клавдия совершенно никчёмным, последний старался держаться как можно дальше от политики. Большую часть времени он проводил на своей вилле под Римом, или в Кампании. В его римском городском доме жила Антония, с которой у него сохранялись весьма холодные отношения, и появлялся он там редко.
Ещё при Августе, в 11 году, он женился на Плавтии Ургуланилле, патрицианке, дочери триумфатора Марка Плавтия Сильвана и внучке Ургулании, близкой подруге Ливии. Вскоре после свадьбы у пары родился сын, Клавдий Друз, умерший в отрочестве. Больше у пары долгое время детей не было. Около 26 года Клавдий развёлся с Ургуланиллой, обвинив её в измене с вольноотпущенником Ботером.
Вскоре после развода Ургуланилла родила девочку, которая сначала была признана Клавдием и взята в его дом, где её начали вскармливать. Однако спустя несколько дней Клавдий отрёкся от неё, приказав положить её на порог дома Ургуланиллы. Также Ургуланилла подозревалась в убийстве.
После этого, в 28 году, женился на Элии Петине, сводной сестре Сеяна. Брак этот был организован Сеяном и состоялся по настоянию Тиберия. Отцом её был Секст Элий Кат из плебейского рода Элиев Туберонов. В раннем возрасте Элия осталась сиротой и была удочерена Луцием Сеем Страбоном, отцом Сеяна.
В 30 году у пары родилась дочь, получившая имя Клавдия Антония. После событий октября 31 года, когда при помощи его матери был разоблачён заговор Сеяна и по приказу Тиберия была умерщвлена его сестра Ливилла, Клавдий, испугавшись, развёлся с Элией. Хотя многие историки считают, что причиной развода было то, что брак с самого начала был фиктивный и Элия изводила Клавдия своими мелочными придирками.
После низвержения Сеяна Клавдий был вновь избран главой посольства всадников к консулам и приносил поздравления Тиберию. Несмотря на отношение к нему императора, он пользовался уважением Сената и всадников — при его появлении последние всегда вставали, а сенаторы причислили его к жрецам Августа сверх установленного числа жрецов. Также Сенат пытался приравнять его в правах к консулярам, однако Тиберий отменил это постановление.
Умирая, Тиберий причислил Клавдия к наследникам третьей очереди, но при этом оставил ему два миллиона сестерциев и особо указал на него войскам, сенату и римскому народу, тем самым признав его за члена императорского семейства, хотя тот и не был официально усыновлён в род Юлиев.

## «Дядюшка Клавдий»

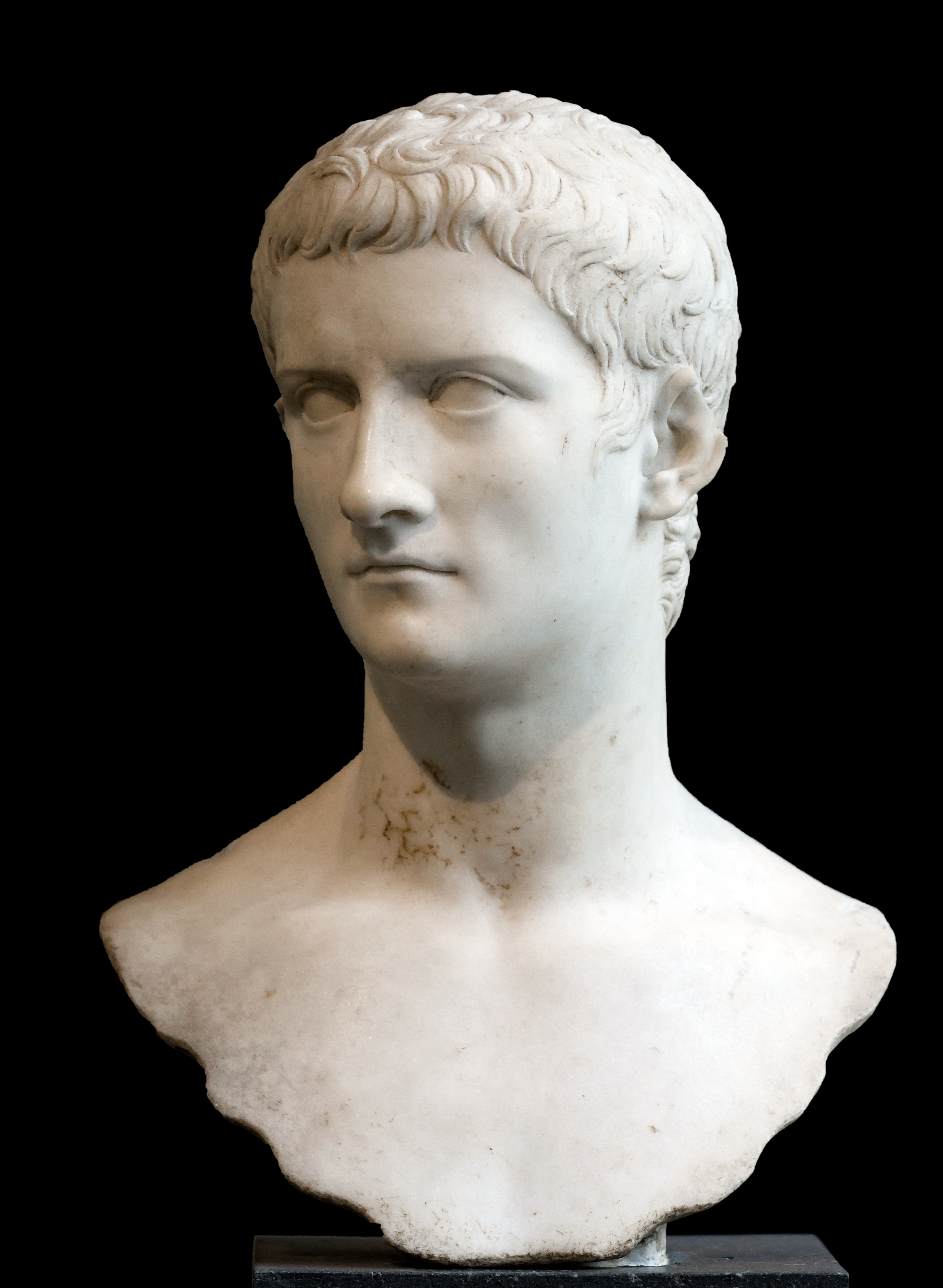
Калигула

В 37 году, после смерти Тиберия, с приходом к власти племянника Клавдия, Гая Калигулы, началась его политическая карьера. Калигула назначил Клавдия исполнять вместе с собой консульские обязанности. Несколько раз он заменял Калигулу на публичных празднествах, где народ всячески приветствовал его.
В том же году, или в начале 38 года, Калигула женил Клавдия на Мессалине, дочери Марка Валерия Мессалы Барбата, консула 20 года, происходившего из патрицианского рода Валериев, и Домиции Лепиды Младшей, дочери Луция Домиция Агенобарба (консула 16 до н. э.) и Антонии Старшей.
Имя Мессалины, благодаря античным историкам, стало нарицательным в описании развратных и сексуально-озабоченных женщин. В основном, её поведение характеризуют как оскорбительное и постыдное, а саму её как жестокую, скупую и глупую нимфоманку. Наиболее часто её упоминают Тацит и Светоний в своих работах.
В то время развратным поведением в Риме никого было не удивить, но ненасытный сексуальный аппетит Мессалины поражал даже видавшую виды римскую общественность. Обывателей больше всего возмущало, что Мессалина, потерявшая невинность в возрасте тринадцати лет, выставляла своё беспутство напоказ, безмерно им гордясь.
Около 40 года Мессалина родила дочь, Клавдию Октавию, а в 41 году — сына и наследника, которому Клавдий дал когномен Британник в честь своего планировавшегося в то время похода в Британию.
Вскоре Калигула показал свой истинный характер. Клавдий уже не мог удалиться в Кампанию, поскольку Калигула удерживал его при себе, а при дворе часто становился целью злых шуток, необоснованных обвинений и травли. Более того, жизнь его не раз висела на волоске, особенно после раскрытия заговора Лепида. Клавдий выехал из Рима с поздравлениями императору, однако тот разгневался, что Сенат прислал к нему дядюшку, словно к мальчишке, и скинул Клавдия в одежде в реку.
Клавдий сопровождал Калигулу в его Германском походе. По возвращении император предложил Клавдию купить должность жреца при своём культе за 8 (по другим источникам за 10) миллионов сестерциев под залог имущества. Естественно, что заложенное имущество выкупить обратно не удалось.
С этого времени у Клавдия остался лишь небольшой дом в Риме. Калигула продолжал держать его при себе, в основном для унижений. Даже в Сенате ему позволялось голосовать последним, после вновь введённых в сенат членов. Находясь в постоянном страхе, Клавдий много болел и стал плохо выглядеть.

## Январь 41 года

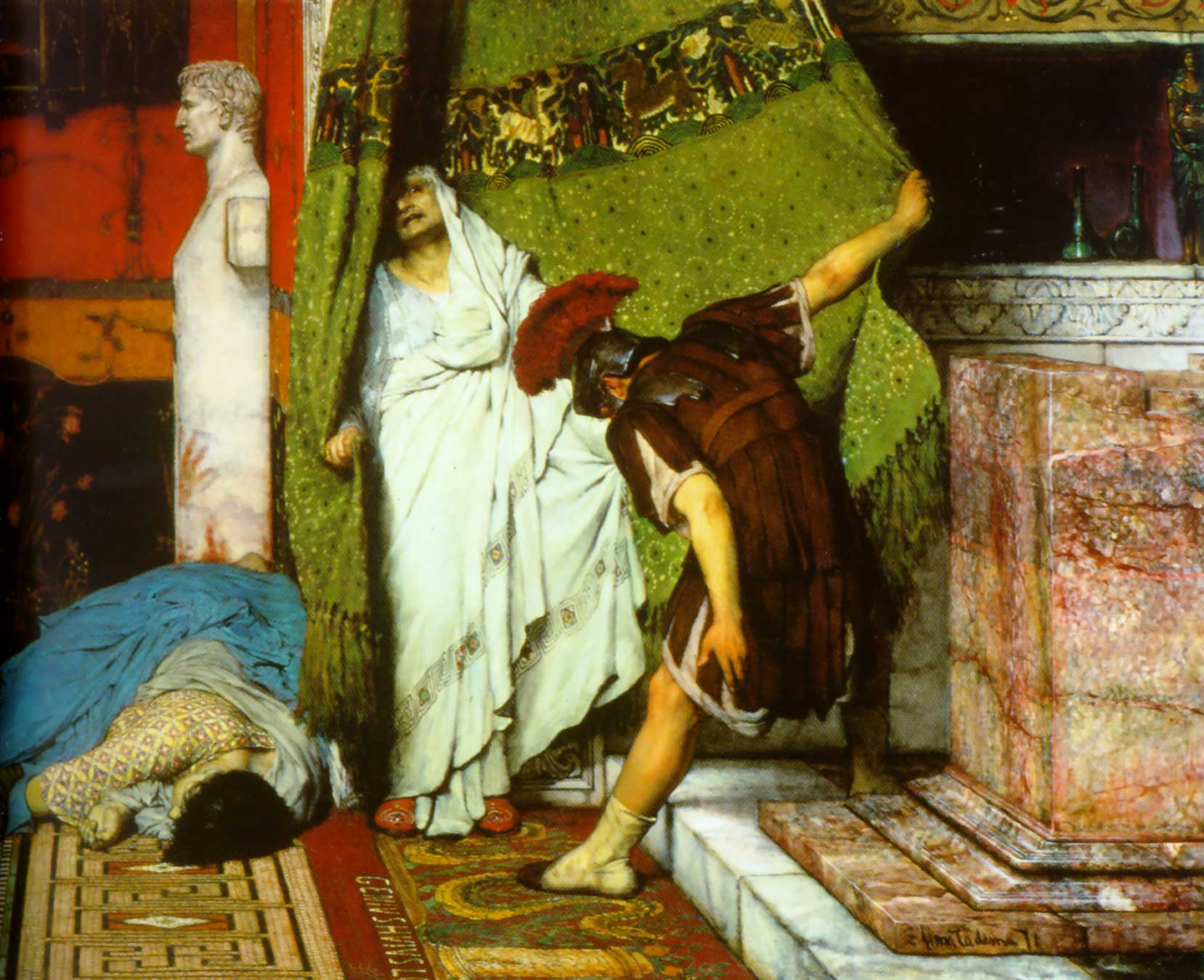
Грат провозглашает Клавдия императором. Фрагмент картины Лоуренса Альма-Тадемы. Холст, масло, ок. 1871.

К 41 году поведение Калигулы не оставляло сомнений в его неадекватности. Император объявил себя богом, пытался воевать с Юпитером и Нептуном, терроризировал приближённых и Сенат, подвергал их публичным оскорблениям. Всё это стало причиной заговора, в который были вовлечены некоторые сенаторы и несколько офицеров преторианской гвардии.
Приведение заговора в исполнение было намечено на последний день Палатинских игр. Одной из ключевых фигур заговора был Кассий Херея, один из офицеров преторианской гвардии. Когда Калигула вышел из театра, заговорщики оттеснили от него толпу и телохранителей и забили его мечами и кинжалами. Клавдий, услышав шум борьбы, спрятался в солнечной галерее дворца, за занавеской, где его обнаружил пробежавший по дворцу солдат по имени Грат. Припав к ногам Клавдия, Грат приветствовал его титулом императора и отвёл к своим сослуживцам, которые, приведя свой план в исполнение, не знали, что делать далее.
Преторианцы отнесли Клавдия в свой лагерь, противопоставив его фигуру Сенату, желавшему провозгласить республику. Сенаторы собрались на Капитолии, народ толпился на форуме. К Клавдию сенат направил трибунов Верания и Брокха: они призывали его подчиниться воле сената и грозили ему участью Калигулы; но, увидев массу войска, окружавшего Клавдия, стали просить его хотя бы принять власть из рук Сената.
Утром, увидев, что в Сенате начались споры за власть между Валерием Азиатиком и Марком Виницием, народ, в страхе перед засильем аристократии, начал требовать единовластного императора. Кассий Херея, возглавивший в ту ночь когорты городской стражи, не смог удержать их от перехода на сторону преторианцев.
Узнав об этом, Клавдий принял присягу от преторианцев, для верности пообещав им по 15 000 сестерциев и стал, таким образом, первым из цезарей, купивших власть за деньги. Сенату ничего не оставалось, как подтвердить полномочия нового императора.

## Приход к власти
Клавдия никто и никогда не готовил к исполнению им обязанностей правителя. Однако его занятия историей и риторикой в детстве и юности, общение с выдающимися умами того времени и исторические примеры правителей, о которых он был прекрасно осведомлён, сделали из него императора, который пришёл к власти случайно, но за время своего правления полностью сосредоточил её в своих руках, выиграл несколько военных кампаний, весьма существенно расширил границы Римской империи и стал вторым после Августа правителем, который после смерти был обожествлён.
Правление своё он начал с казни заговорщиков, непосредственно принимавших участие в убийстве Калигулы — Хереи, Лупа и Сабина. После этого он повелел предать забвению всё, что было сказано и сделано в дни переворота, и сам следовал этому правилу неукоснительно.
Также Клавдий воздал божественные почести Ливии Друзилле, равные тем, какие были у Августа. Всех остальных незаслуженно позабытых и оболганных в правление Калигулы родственников, живых и мёртвых, он реабилитировал и назначил им различные почести. Те, кто отбывал наказание, были вызволены из тюрем и возвращены из ссылок. Все указы Калигулы были отменены, однако день своего прихода к власти Клавдий считал днём гибели своего предшественника и празднования в этот день запретил.

## Централизация власти

### Секретариат
В первые годы своего правления Клавдий организовал императорский секретариат, в котором создал четыре коллегии, во главе которых поставил преданных ему вольноотпущенников. Это было вызвано отношениями между императором и нобилитетом, в том числе и Сенатом. Клавдий просто не мог доверять выходцам из высшего римского света. Коллегии возглавили: Тиберий Клавдий Нарцисс получил пост секретаря (ответственного за корреспонденцию); Марк Антоний Паллант занял пост казначея; Гай Юлий Каллист возглавил коллегию науки и юстиции; а за всё остальное отвечал Гай Юлий Полибий. Как видно по именам, лишь Нарцисс был вольноотпущенником самого Клавдия, Каллист и Полибий обрели свободу во время правления Калигулы, а Паллант принадлежал Антонии Младшей и был освобождён ещё во времена Тиберия.
Это решение позволило Клавдию в короткое время достаточно укрепить свою власть, несмотря на противодействие сенаторов, недовольных таким положением вещей. В руках преданных императору людей оказались деньги, юриспруденция, законотворчество, армия. Именно они советовали Клавдию тех или иных людей в качестве легатов легионов, именно им Клавдий обязан идеей победоносного Британского похода, значительно увеличившего его популярность и укрепившего его положение.
Естественно, получив такую власть, все четверо использовали её не только во благо государства, но и для личного обогащения. Согласно Плинию, некоторые из них были богаче самого Красса, богатейшего из римлян, жившего во времена Юлия Цезаря.

### Сенат

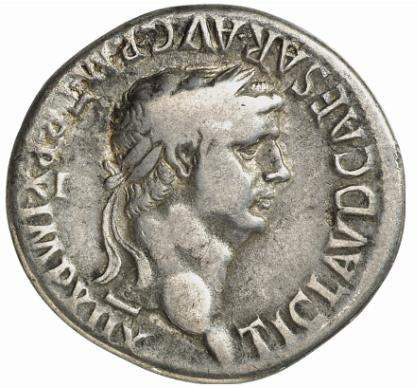
Изображение Клавдия на монете

Поскольку фактически Клавдий получил власть в обход Сената, в первые годы правления он старался создать видимость того, что основным управляющим органом в государстве является Сенат, а он лишь «первый среди равных». Клавдий отказался от всех титулов и должностей, кроме принцепса Сената и трибунской власти — основных для принципата. Остальные титулы, в том числе императора и Отца Отечества, он не принимал в течение своего правления.
Находясь в курии, Клавдий своим поведением также показывал себя равным остальным. Слово он брал в порядке очереди, предлагая законопроекты, сидел между консулами, по праву трибуна, а не на возвышении, как принцепс или император. Желая умилостивить Сенат, он разрешил ему, впервые со времён Августа, чеканить собственную бронзовую монету, а также передал в сенатское управление две императорские провинции — Македонию и Ахайю. Всем этим в недолгий срок он снискал себе уважение и привязанность как Сената, так и всего народа.

Однако это не оградило его от многочисленных заговоров и покушений, в которые были вовлечены также и сенаторы. Кроме того, почувствовав относительную свободу, Сенат затягивал обсуждение и принятие различных законов и актов. Это подвигло императора на проведение глубоких реформ в сенате.

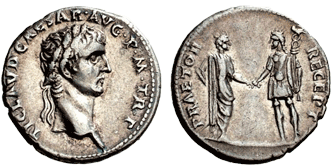
Аверс - Клавдий, TI CLAVD CAESAR AVG P M TR P, реверс - Клавдий в тоге и легионер, PRAETOR – RECEPT.

В 47 году вместе с Луцием Вителлием император принимает на себя обязанности цензора. Из числа сенаторов безжалостно были вычеркнуты те, кто больше не соответствовал сенатскому цензу по состоянию. Для того, чтобы сгладить впечатление, были пересмотрены и списки всаднического сословия. Взамен вычеркнутых, которым, впрочем, было обещано, что при выполнении условия по сенатскому цензу в 900 000 сестерциев их снова с радостью примут в ряды сенаторов, Клавдий ввёл в Сенат представителей италийского нобилитета, а также, впервые, представителей галльских провинций, обладающих римским гражданством. Также, для того, чтобы иметь в своём распоряжении преданных ему людей, Клавдий присвоил статус патрициев нескольким римским фамилиям.
Это вызвало вполне понятное сопротивление Сената, в связи с чем в 48 году Клавдию пришлось резко уменьшить власть сенаторов. К тому моменту уже функционировал секретариат, и император смог сосредоточить власть в своих руках. Сенат ограничили в принятии финансовых решений и чеканке денег, передав это в соответствующую коллегию, отобрали также управление основным портом в Остии, направив туда императорского прокуратора. С этого момента любые попытки сенаторов противодействовать воле императора жестоко подавлялись, что привело к немалым жертвам среди нобилитета. За правление Клавдия было казнено 35 сенаторов и более 300 представителей всаднического сословия.

## Расширение границ империи. Британский поход

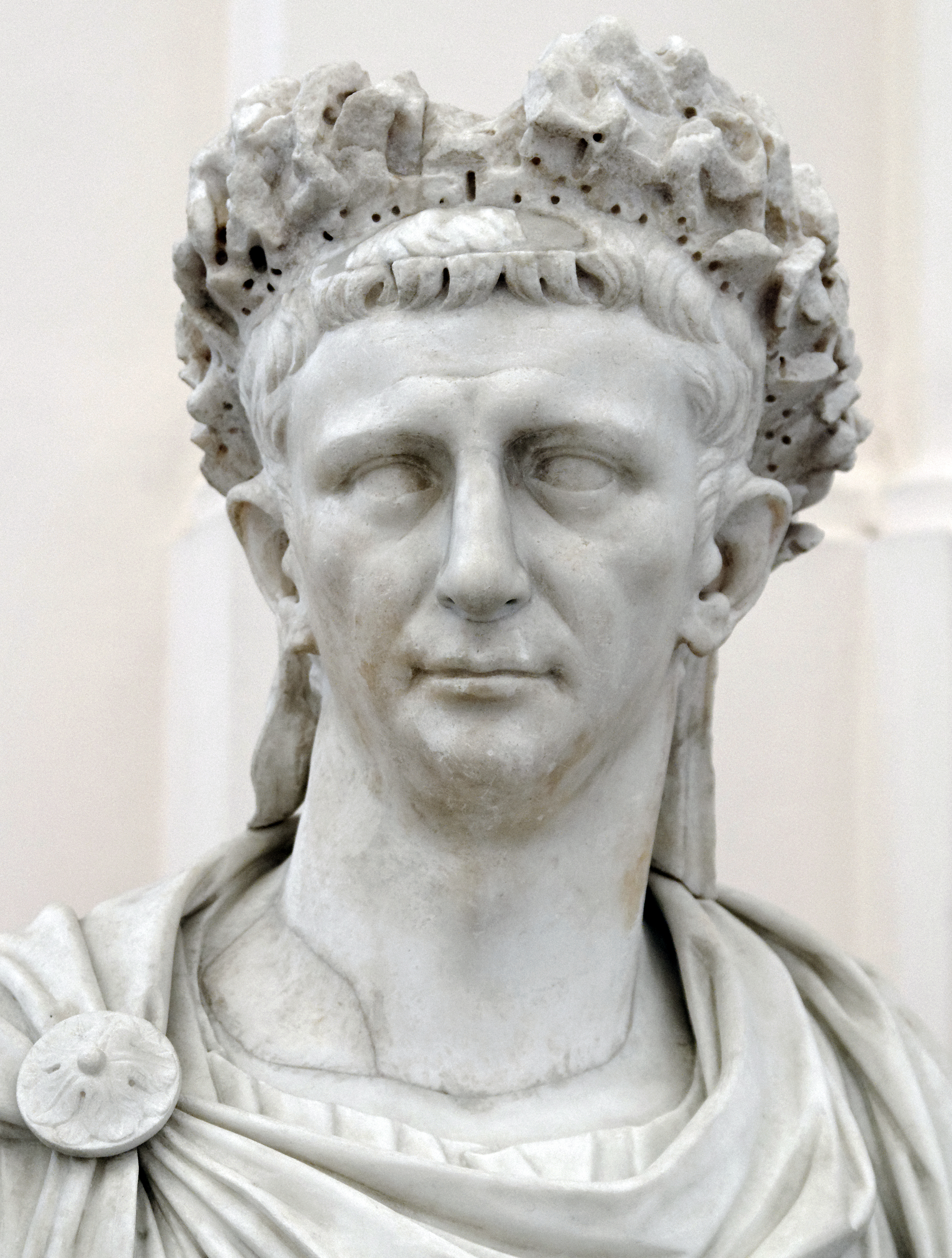
Бюст императора Клавдия

Клавдий уже через два года после прихода к власти отошёл от тех принципов внешней политики, которые в своём правлении исповедовал Тиберий, навоевавшийся ещё при Августе, и запланировал военную кампанию, которая существенно расширила границы империи. Кампания эта заключалась в высадке римских войск в Британии и превращении её в римскую провинцию.
Попытки завоевать Британию предпринимались ещё Цезарем, в 50-е годы I века до н. э., однако, несмотря на локальные успехи, не привели к порабощению бриттов. Август и Тиберий были заняты более насущными проблемами, чем остров на краю земли. В 40 году Калигула предпринял попытку похода на Британию, но проведена она была в его неподражаемой манере: войска были построены в боевые порядки на галльском берегу перед Ла-Маншем, после чего им было приказано атаковать воду. После атаки легионерам было велено собрать на берегу ракушки, которые и были выставлены на Капитолии в виде военной добычи.
Победоносная война несомненно укрепила бы всё ещё непрочное положение Клавдия. Скорее всего именно это обстоятельство заставило императора вновь вспомнить о Британии. Поводом для войны послужило изгнание атребатами, являвшимися клиентами Рима, своего царя, Верики.
Клавдий сформировал армию общей численностью около 40 000 человек, в которую входили четыре легиона и ещё примерно столько же дополнительных войск. Во главе армии был поставлен Авл Плавтий, а одним из легионов командовал молодой легат по имени Веспасиан (будущий император).

Римляне отплыли из Булони и высадились в Рутупии (совр. Ричборо, Кент, Великобритания). Противостояли им сыновья царя катувеллаунов Тогодумн и Каратак. Основные силы бриттов и римлян встретились на реке Медуэй, недалеко от Дуробрива (совр. Рочестер, Кент, Великобритания). Битва продолжалась с переменным успехом двое суток, и в итоге римляне оттеснили бриттов к Темзе.
Плавтий организовал преследование и разбил разрозненные силы бриттов. Через несколько дней в Камулодуне (совр. Колчестер), Клавдий принял капитуляцию 11 британских царей. Тогодумн к тому моменту был уже мёртв, а Каратак сбежал. Позже, в 50 году, он был пойман и прощён Клавдием. Весь Британский поход занял 16 дней. Британия была захвачена и стала римской провинцией, Клавдий был удостоен триумфа и когномена Британник, от которого он отказался.
Британский поход положительно отразился на популярности императора, как среди народа, так и в войсках. В первые годы своего правления, практически без применения силы, Клавдий обратил в римские провинции ещё несколько клиентов Рима: Фракию, Норик, Памфилию, Ликию, а также Иудею. Был завершён переход под римское правление Мавретании, начатый ещё при Калигуле.
Таким образом, к 48 году, когда Клавдий провёл перепись населения, первую после смерти Августа, Рим насчитывал 5 984 072 гражданина, что на миллион больше, чем было в год смерти Августа. Количество же жителей выросло более чем на треть.

## Административная деятельность

### Законотворчество и юриспруденция
Во время своего правления император уделял большое внимание судебной системе. Он председательствовал на многих судебных заседаниях и, вынося решения, не всегда следовал букве закона. Для улучшения работы судебной системы, для того, чтобы уменьшить очередь ожидавших рассмотрения дел, Клавдий увеличил время летних и зимних сессий, во время которых работали суды. Также он выпустил законы, запрещавшие истцам покидать город во время рассмотрения их дел. Это дало эффект — суды заработали гораздо быстрее. В качестве меры, повышающей авторитет судов, император увеличил возрастной ценз судей до 25 лет.
Своим вмешательством император прекратил многие застаревшие конфликты, которые тлели в римских провинциях. Так, в самом начале своего правления, он разрешил противостояние между греками и евреями в Александрии, которые довели дело до резни и восстания, подавленного римлянами. Сразу после восстания к императору были отправлены два посольства, по одному от каждого землячества. Результатом было знаменитое «Письмо к Александрийцам», которое подтвердило права евреев в городе, однако ограничило получение александрийского гражданства для вновь прибывающих. Следующим указом Клавдий установил права евреев на территории всего государства.
Позже Клавдий освободил Родос от власти Рима, постановив, что островитяне настолько верны Риму, что заслуживают самоуправления под Римским протекторатом, в качестве «Друга Сената и Народа Рима». В то же время от налогов была освобождена Троя.
Также Клавдий лично принимал участие в делах, касавшихся римского гражданства. Он жестоко карал тех, кто посмел незаконно присвоить себе его. Однако когда его следователи выяснили, что большая группа жителей Тренто, которые считались гражданами, таковыми не являются, повелел оставить всё как есть, указав, что лишение их статуса граждан и последующее наказание повлечёт гораздо большие проблемы, чем признание Римом их права на гражданство. В то же время вольноотпущенников, незаконно приписавших себя к всадникам, безжалостно продавали в рабство заново.

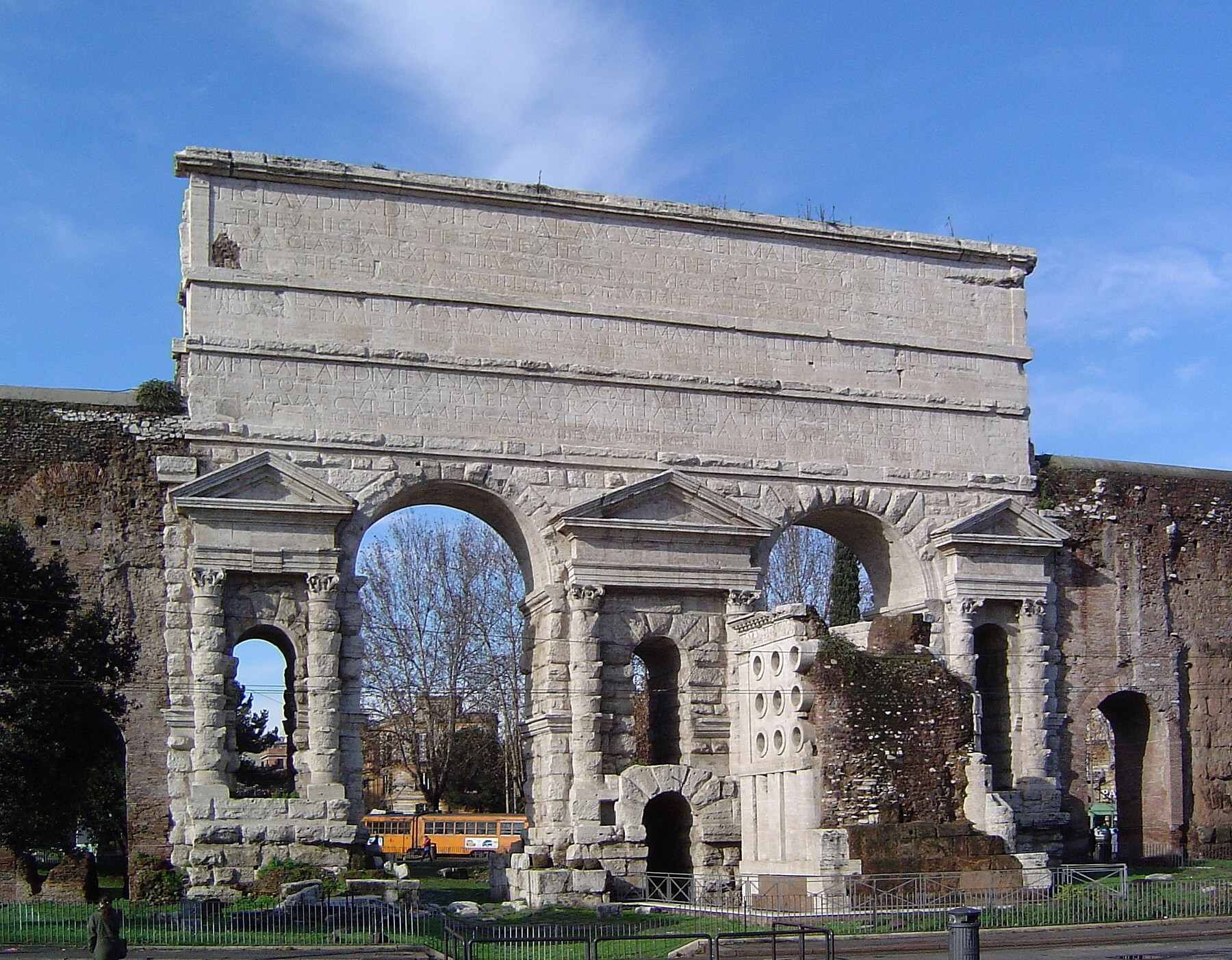
Ворота «Porta Maggiore», где сходились «Аква Клавдия» и «Анио Новус»

За время своего правления Клавдий издал большое количество работ, касавшихся практически всех сторон жизни римского общества — от наставлений по морали до медицинских советов. Некоторые из них приобрели статус императорских эдиктов, как, например, указ, который освобождал тех рабов, которые были оставлены хозяевами умирать в храме Эскулапа и там были вылечены. Ранее хозяева могли потребовать излечившегося раба обратно. Более того, тех хозяев, которые отказывали рабу в медицинской помощи, теперь обвиняли в убийстве.
Среди медицинских изысканий Клавдия наиболее забавными являются советы принимать сок тисового дерева от укусов ядовитых змей, а также умозаключение о том, что публичное испускание газов укрепляет здоровье.

### Хозяйственная деятельность

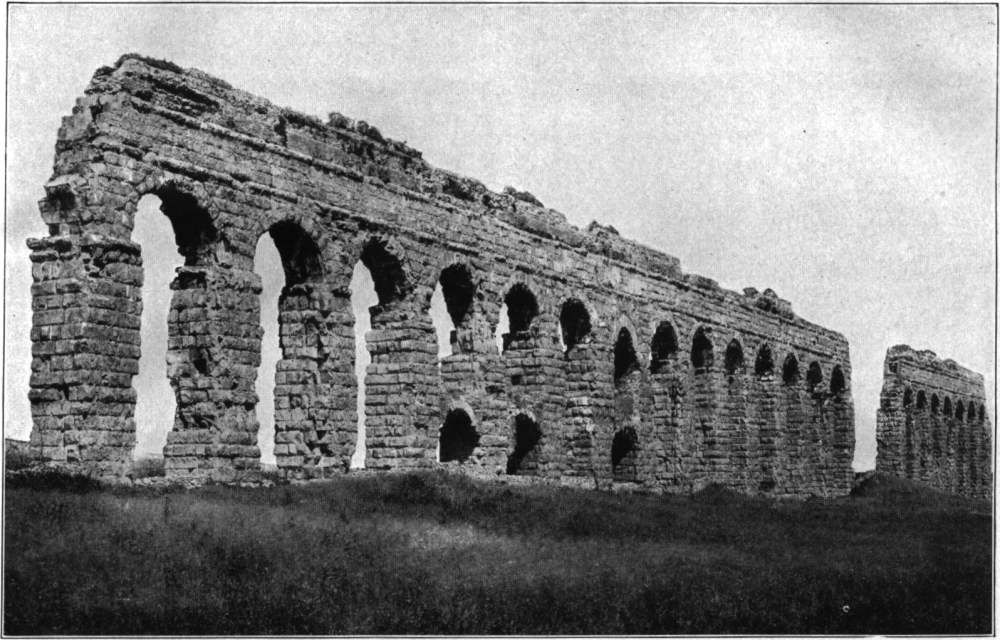
Остатки акведука «Аква Клавдия»

За время правления Клавдий не пренебрегал хозяйственной деятельностью, стараясь улучшить положение жителей, как в самом Риме, так и в провинциях.
По его указанию были построены два новых акведука, строительство которых было начато ещё при Калигуле, но потом приостановлено. Первый получил наименование «Аква Клавдия», а второй — «Анио Новус». Общая протяжённость акведуков была более 96 миль, а ежесуточный расход воды, перекачиваемый по ним — более 250 000 м³. Также был восстановлен пришедший в упадок «Аква Вирго», дававший ещё 100 000 м³ в сутки. Последний акведук работает в Риме до сих пор, питая его фонтаны, в том числе фонтан Треви.
Серьёзное внимание Клавдий уделял сообщению в империи. Во время его правления был построен канал, связавший Рейн с морем, а также дорога из Германии в Италию. Также им был построен новый город-порт, который позволил избежать нехватки зерна, приходившего морем из Египта, поскольку порт в Остии уже не справлялся. Город получил имя Порт и находился в 2,5 км к северу от Остии. От него был построен канал к Остии, чтобы суда могли беспрепятственно в любое время подниматься по нему в новый порт. Также, чтобы повысить интерес у торговцев в перевозке зерна, были уменьшены налоги на торговлю зерном, наложенные Калигулой и введены некоторые привилегии для купцов, в том числе, получение римского гражданства.
Ещё одна область, которой император уделил большое внимание, — прирост в Италии орошаемых площадей. Во время правления Клавдия была предпринята первая попытка осушения Фуцинского озера. Для его осушения был прорыт тоннель через холмы Монте Сальвиано. Тоннель строили 11 лет, однако спуск воды был неудачным. Тоннель был слишком мал, вода, хлынувшая из озера, затопила прилегавшие земли и смыла участников игр, которые должны были ознаменовать столь значимое событие. Клавдию, как и остальным участникам, пришлось спасаться бегством. В дальнейшем попытки осушить озеро повторялись Траяном и Адрианом в античное время, Фридрихом II в Средние века, и окончательно оно было осушено князем Алессандро Торлониа в 1875 году.

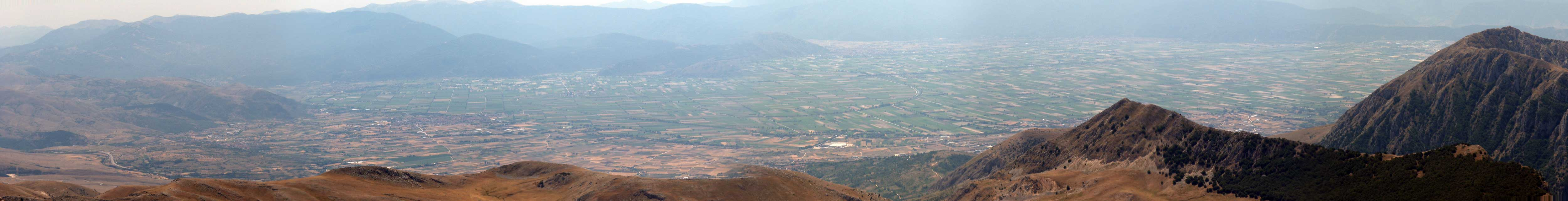
Современный вид на долину бывшего Фуцинского озера

## Мятежи и заговоры

### Первая половина правления
Практически всё правление императора, несмотря на любовь к нему простого народа, было отмечено выступлениями против него представителей римского нобилитета. Однако существуют предположения, что большая часть раскрытых заговоров против него были инспирированы его двумя последними жёнами: до 48 года — Мессалиной, пытавшейся всеми правдами и неправдами оградить Британника от возможных конкурентов, а после — Агриппиной, властной интриганкой, при помощи страха сохранявшей полный контроль над императором.
Так во времена Мессалины по различным наветам были обвинены в заговорах и лишены жизни все, кто, по её мнению, мог встать на её пути. Среди её врагов были почти все представители династии Юлиев-Клавдиев, которые сами, или дети которых, могли претендовать на место императора: Юлия Ливилла; Юлия Ливия; Гай Азиний Поллион, консул 23 года, сын Випсании Агриппины от Гая Азиния Галла; Поппея Сабина Старшая, дочь римского консула и триумфатора времён Тиберия Гая Поппея Сабина; консул 35 и 46 годов Децим Валерий Азиатик, поскольку он являлся шурином одной из жён Калигулы, Лоллии Паулины, и, теоретически, мог претендовать на власть. Также из Рима был удалён Сенека.
Среди всех этих, возможно, вымышленных попыток заговоров в 42 году произошла серьёзная попытка поднять восстание против императора. Легат–пропретор Далмации, консул 32 года, Луций Аррунций Скрибониан по наущению легата, расположенного в Далмации V легиона, Луция Анния Винициана поднял в своей провинции открытый мятеж против императора, целью которого объявил восстановление республики.
Восстание закончилось через 4 дня, когда легион отказался повиноваться восставшим. Винициан, скорее всего, был убит легионерами, а Скрибониан бежал на остров Исса, где либо покончил с собой, либо был убит.

### Заговор Мессалины

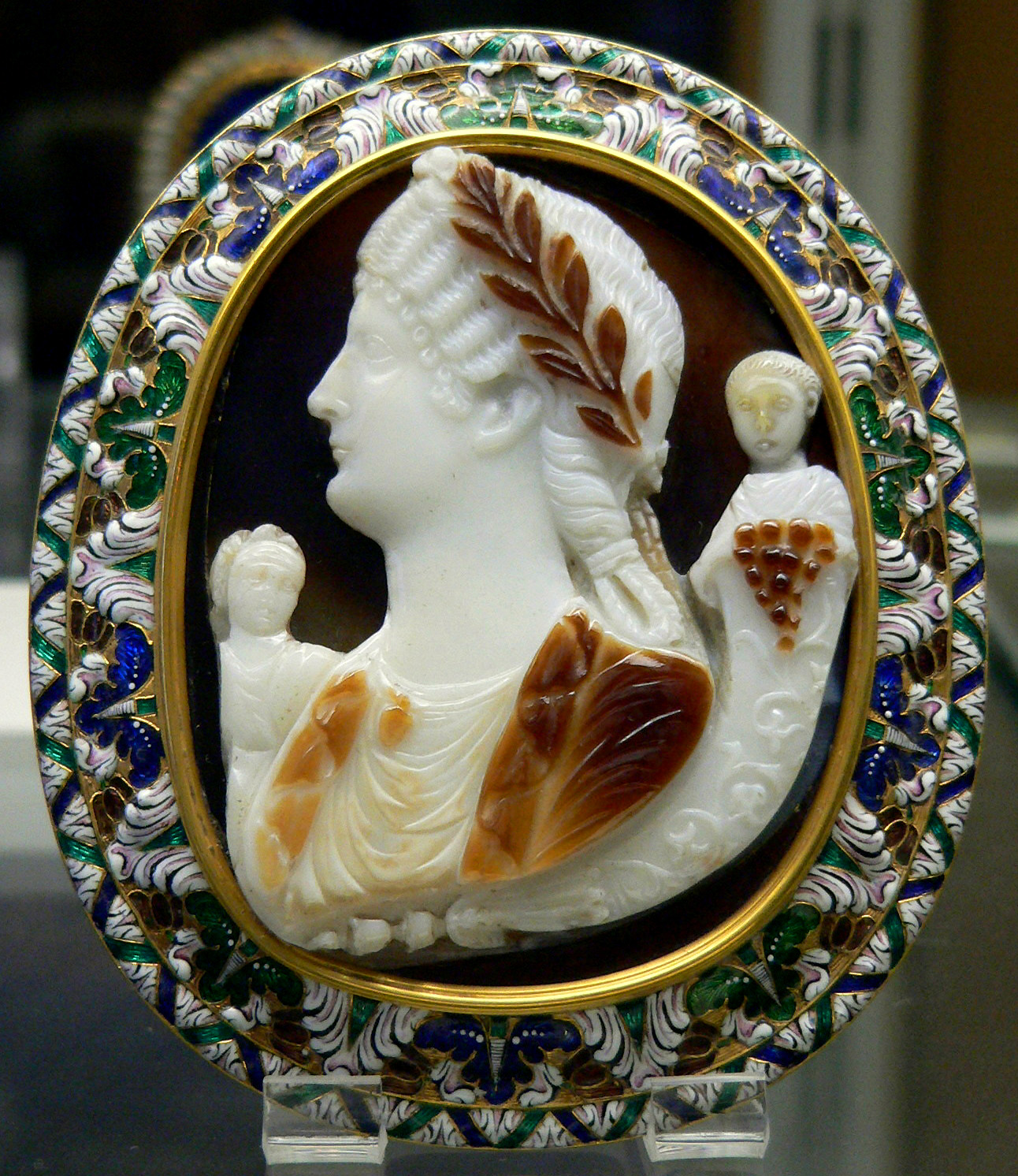
Камея, изображающая Мессалину с детьми, Британником и Октавией

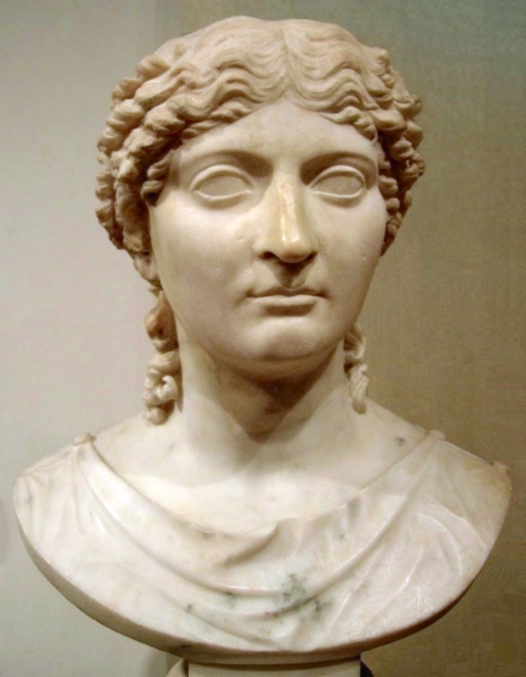
Агриппина Младшая

В 48 году, желая полностью получить власть в свои руки, Мессалина задумывает сделать императором своего любовника, Гая Силия. Вызвано это было тем, что позиции Агриппины и Нерона сильно укрепились с тех пор, как её стали поддерживать влиятельные римляне. Так на Терентинских играх 47 года во время представления, показывающего осаду Трои, Мессалина и Британник получили гораздо меньше внимания толпы, чем присутствовавшие там же Агриппина и Нерон. Мессалина отнеслась к этому как первому проявлению упадка её влияния.
В начале 48 года она принуждает своего любовника Гая Силия развестись с женой Юнией Силаной. Когда Клавдий уехал в Остию, Мессалина, официально продолжая состоять в браке с императором, делает первый шаг планируемого ею заговора — в присутствии свидетелей заключает брачный контракт и выходит замуж за Силия.
Тиберий Клавдий Нарцисс донёс об этом императору. Тот, будучи человеком мягким и податливым, колебался в принятии решения, и Нарцисс сам, от имени императора, отдал преторианцам команду о захвате Мессалины и Силия.
Мессалину схватили в Остии, куда она выехала для того, чтобы увидеть Клавдия. Однако император к тому времени уже покинул город. Мессалину вернули в Рим и поместили в Сады Лукулла, под надзор её матери, Домиции Лепиды.
Домиция никогда не одобряла стиль жизни Мессалины, однако не отказалась быть со своей дочерью в её последние минуты. Они вместе подготовили прошение к Клавдию о помиловании, однако оно не возымело никакого действия. Мессалина была сломлена и всё время плакала, только теперь осознав, в какое положение она сама себя поставила.
Свидетелями смерти Мессалины были трое — посланник императора, один из его вольноотпущенников и её мать. Когда императорский легат и вольноотпущенник появились, Лепида сказала дочери: «Твоя жизнь кончена. Всё что осталось — сделать её конец достойным».
Мессалине было предложено самой наложить на себя руки, однако она не смогла этого сделать, и тогда легат заколол её кинжалом. При этом взятый в свидетели вольноотпущенник всё время оскорблял её. Тело Мессалины было оставлено матери.
Клавдий никак не отреагировал на известие о смерти жены. В то время, когда ему доложили об этом, он ужинал. Единственной реакцией была просьба налить ему больше вина. Через несколько дней после смерти Сенат приговорил её имя к забвению (лат. Damnatio memoriae).

## Агриппина

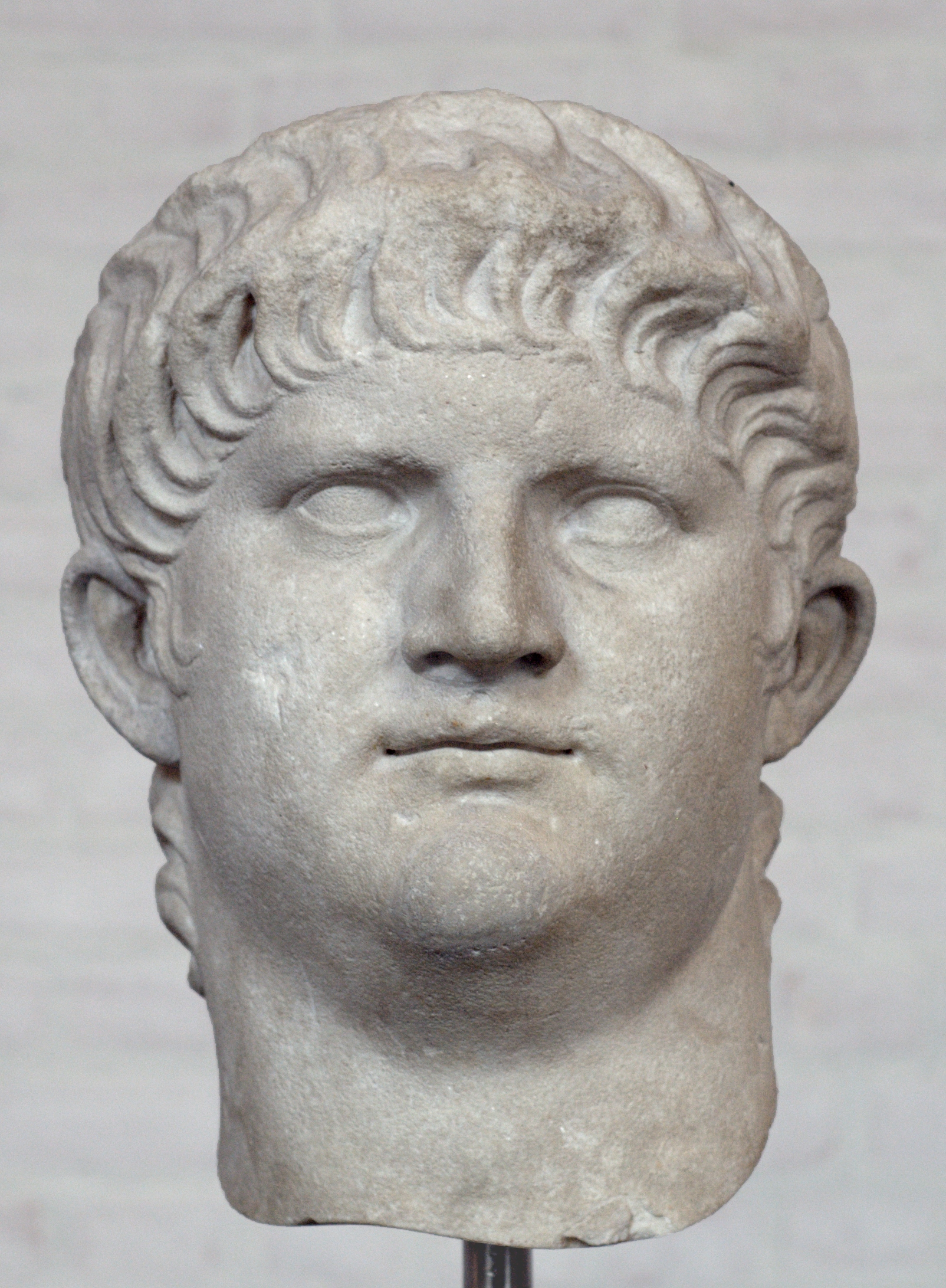
Нерон

Ещё в 47 году Агриппина стала любовницей Палланта. После смерти Мессалины он предложил её кандидатуру Клавдию в качестве новой супруги. Также её кандидатуру поддержал и Нарцисс — после казни Мессалины он опасался мести Британника, стань он императором. Если же женой Клавдия становилась Агриппина, то было ясно, что следующим императором скорее всего будет Нерон.
Сначала Клавдий колебался. Однако уговоры Палланта, а также страсть, напор и красота Агриппины сделали своё дело. К тому моменту Агриппине только исполнилось 33 года. Плиний Старший пишет, что она была красивой и уважаемой женщиной, однако безжалостной, амбициозной, деспотичной и властной. Также он говорит о том, что у неё были волчьи клыки, что являлось знаком удачи.
Император согласился со словами: «Соглашаюсь, поскольку это моя дочь, воспитанная мною, рождённая и взращённая на моих коленях…». 1 января 49 года Клавдий и Агриппина поженились.
Агриппина, женив на себе Клавдия, продолжила действовать так же, как и его предыдущая жена. Она старалась при помощи запугивания получить полный контроль над императором, дабы иметь возможность после его смерти безболезненно передать власть своему сыну — Нерону.
Из-за её интриг были казнены или изгнаны и доведены до самоубийства братья Луций Юний Силан Торкват и Марк Юний Силан Торкват, а также их сестра Юния Кальвина, бывшая жена Калигулы Лоллия Паулина, воспитатель Британника Сосебий. Сам Британник был отстранён от двора.
В 50 году Агриппина получает титул Авгу́сты, в том же году Клавдий усыновил Нерона. В 51, по её указанию, Клавдий назначает префектом преторианцев преданного ей и Нерону Афрания Бурра. Вскоре все нити власти переходят в руки Агриппины. Однако император начинает разочаровываться в браке с Агриппиной. Он вновь приближает к себе Британника и начинает готовить его к власти, всё прохладнее относясь к Нерону и Агриппине. Видя это, Агриппина понимает, что единственный шанс Нерона прийти к власти — сделать это как можно быстрее. 13 октября 54 года Клавдий умирает, съев тарелку поднесённых Агриппиной грибов. Однако некоторые античные историки говорят, что Клавдий умер естественной смертью.

## Смерть, обожествление и забвение

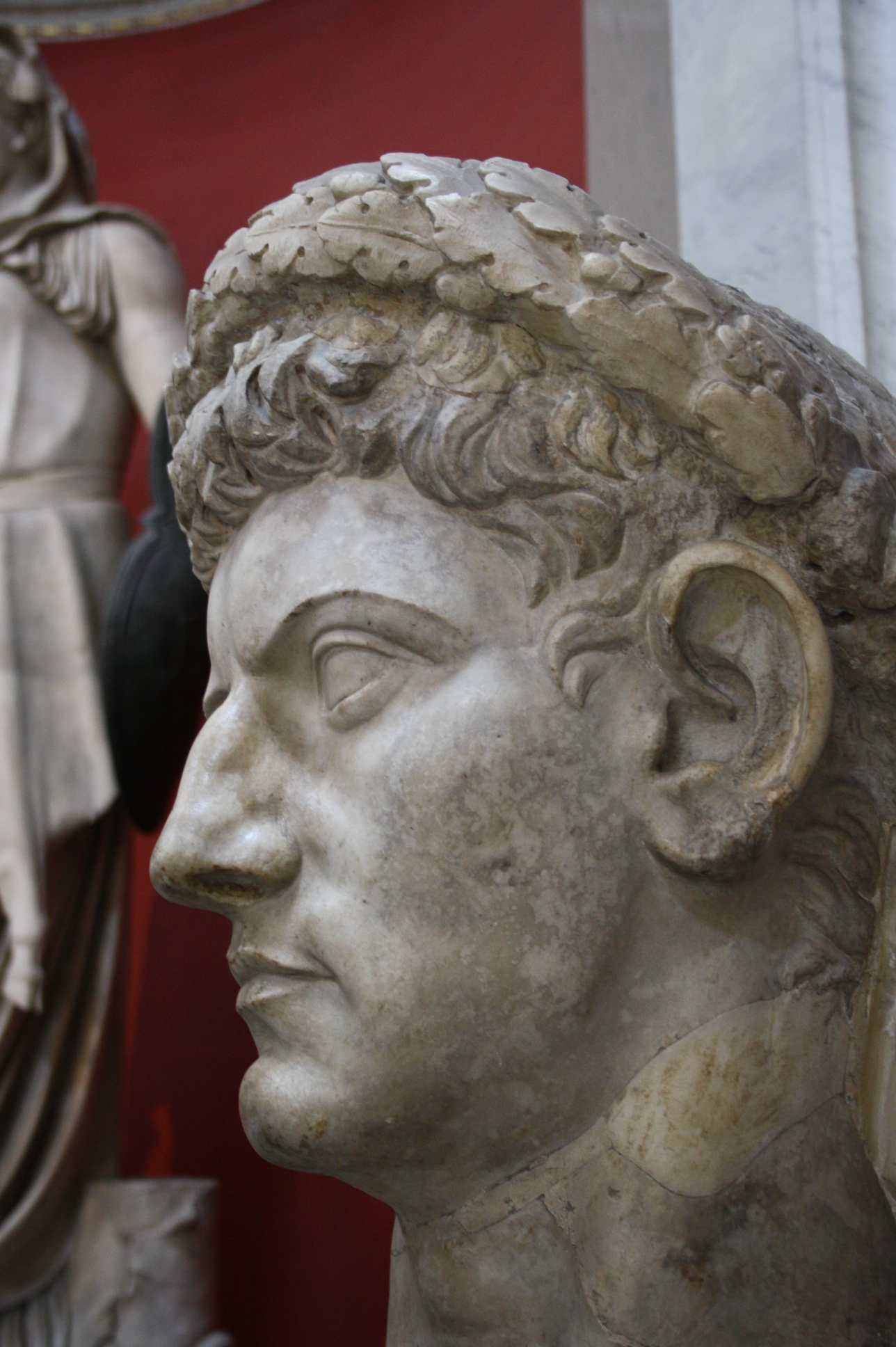
Бюст Клавдия около 50 года н. э. из музея Пио-Клементино

Большинство древнеримских источников утверждает, что Клавдий был отравлен грибами и скончался в первые часы 13 октября 54 года. Светоний утверждает, что это произошло в Риме. Почти все авторы соглашаются в том, что инициатором этого отравления была Агриппина, которая старалась сохранить власть для назначенного наследником Нерона (поскольку Клавдий вновь приблизил к себе Британника); отравителем считают либо Халота, в чьи обязанности входило пробовать пищу, предназначенную для императора, либо его врача Гая Стертиния Ксенофона, а также Локусту, которой была заказана его смерть. Тацит (а за ним и некоторые современные учёные), утверждал, что отравление Клавдия — вымысел, и на самом деле он просто умер от старости в Синуессе (в районе современной коммуны Мондрагоне).

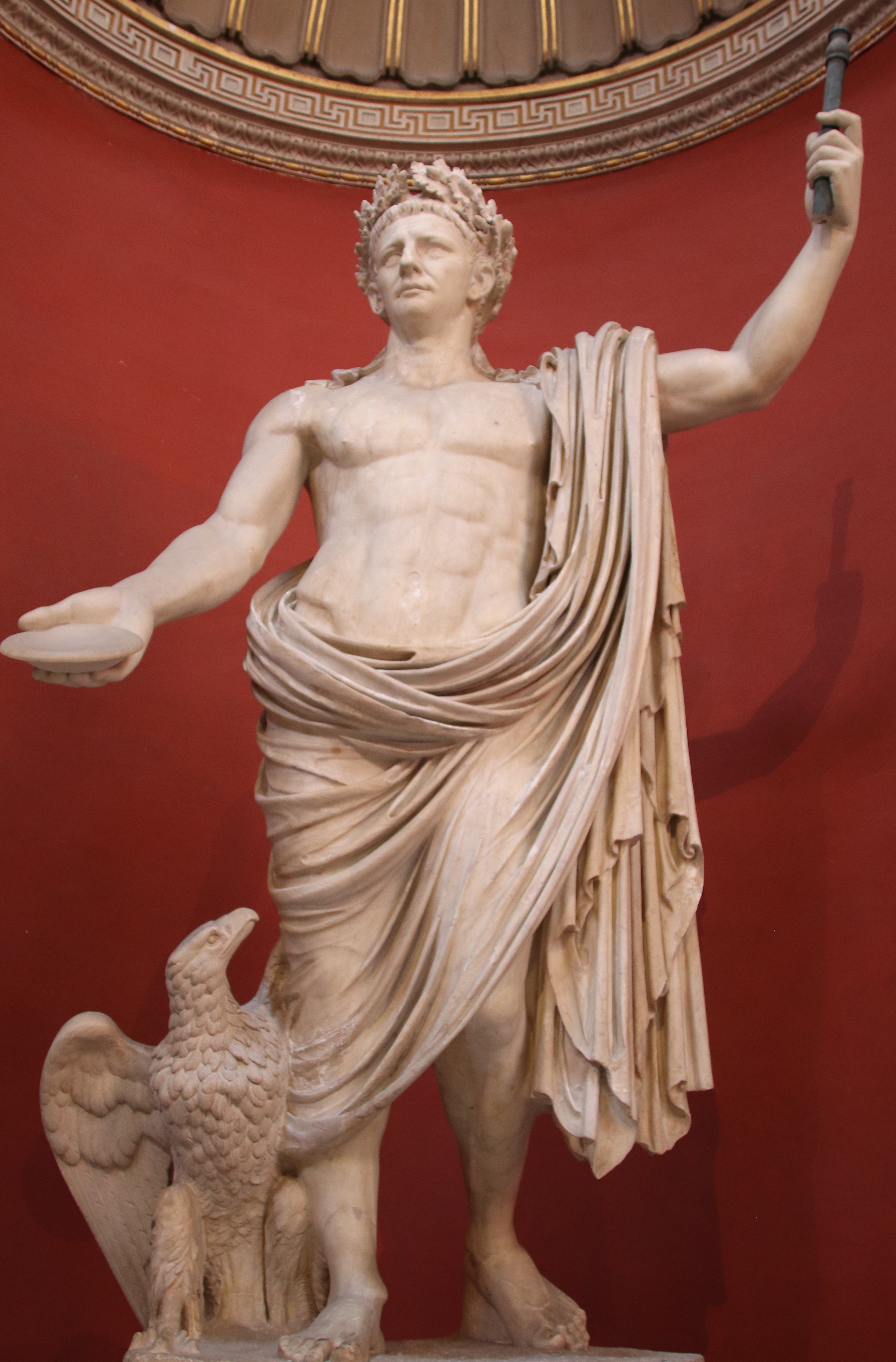
Обожествлённый Клавдий (в образе Зевса)

24 октября 54 года прах Клавдия был помещён в Мавзолей Августа. Практически сразу же Нерон и Сенат обожествили его. Власть перешла к Нерону, хотя ходили слухи, что незадолго до своей смерти Клавдий изменил завещание либо в пользу Британника, либо завещав Нерону и Британнику править совместно. Единственный человек, который мог знать об этом — Нарцисс, секретарь императора, был ещё при жизни Клавдия отправлен в ссылку, а сразу после его смерти убит, но перед смертью успел сжечь весь архив императора.
Позже, несмотря на обожествление Клавдия, Нерон отменил многие из его законов и эдиктов под предлогом того, что они якобы были глупыми. Храм Клавдия, заложенный сразу после его смерти, не был достроен, а позже Нерон и вовсе разрушил его, чтобы на его месте начать строительство своего Золотого дома.
Флавии, придя к власти, наоборот, всячески старались подчеркнуть свои хорошие отношения с Клавдием, стараясь таким образом представить себя наследниками династии Юлиев-Клавдиев. В память Клавдия и Британника, дружившего с молодым Титом, были выпущены монеты. Когда Золотой дом Нерона сгорел, Тит вновь заложил на его месте храм Клавдия и построил его.
После того как Флавии крепко утвердились у власти, память о Клавдии постепенно стала сходить на нет. Уже во втором веке его книги были утеряны, а о нём самом вспоминали как о слабоумном. После прихода к власти Пертинакса, чей день рождения совпадал с днём рождения Клавдия, он был практически забыт.

## В культуре
- Л. Альма-Тадема "Proclaiming claudius emperor" Провозглашение Клавдия императором, 1867.

➔§§

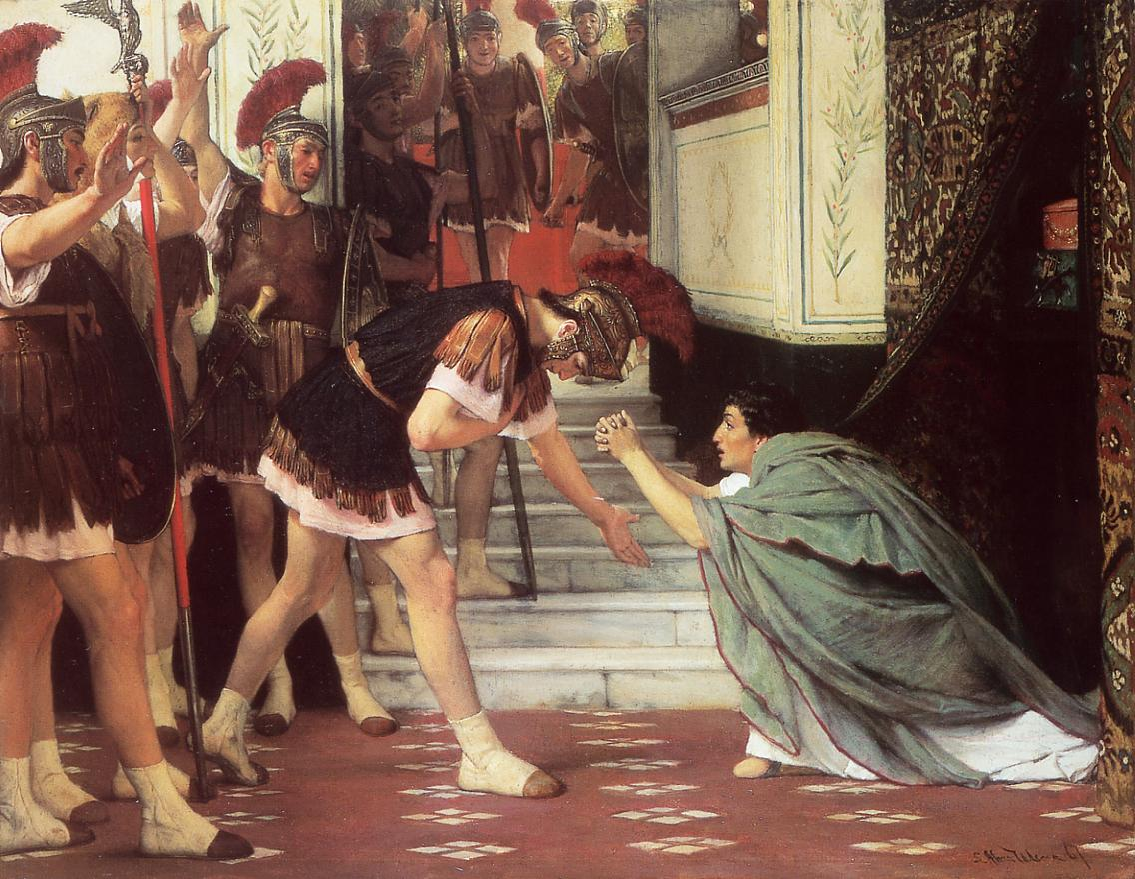
"Proclaiming claudius emperor" Провозглашение Клавдия императором, 1867. Художник Лоуренс Альма-Тадема
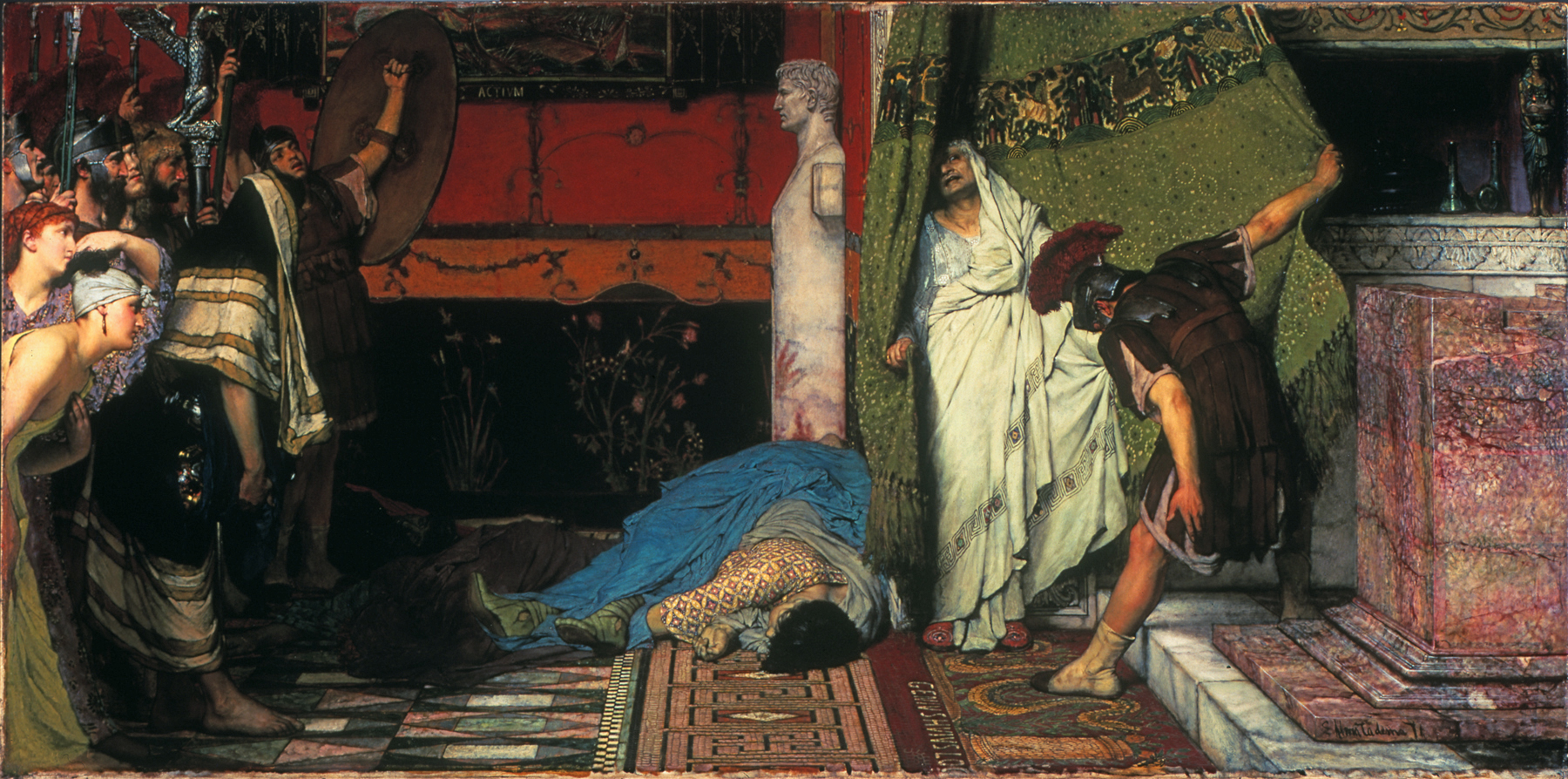
"A Roman Emperor (Claudius)" Римский император (Клавдий), 1871. Художник Лоуренс Альма-Тадема

- Л. Альма-Тадема "A Roman Emperor (Claudius)" Римский император (Клавдий), 1871.

➔§§

### Провозглашение Клавдия императором в живописи
В 1886 году сюжет «Клавдия провозглашают императором» был выбран жюри для ежегодного конкурса на самую престижную в те дни французскую награду в области живописи — Римскую премию. Ниже можно увидеть несколько из представленных на конкурсе работ:

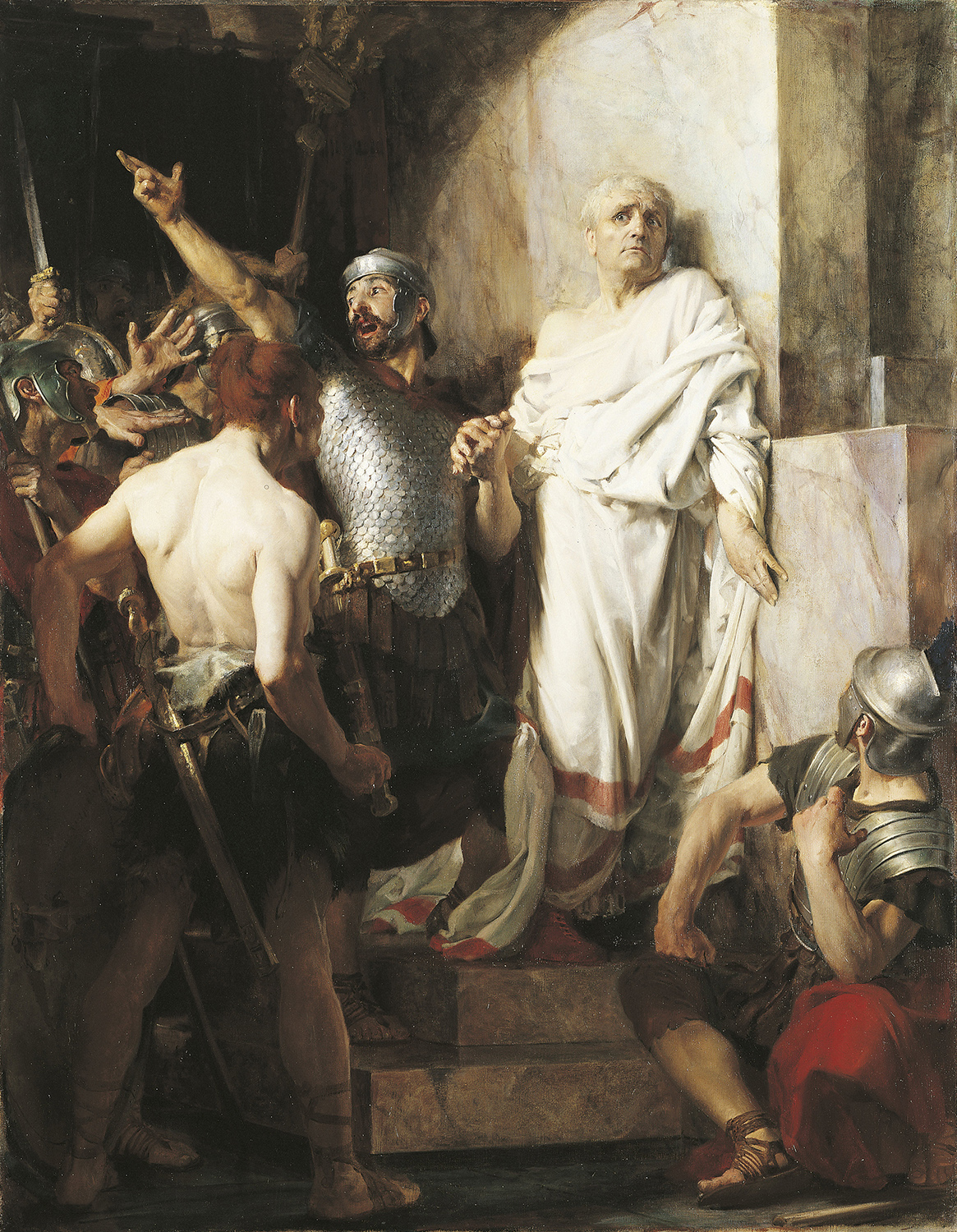
Художник Шарль Лебейль. Работа получила I премию.
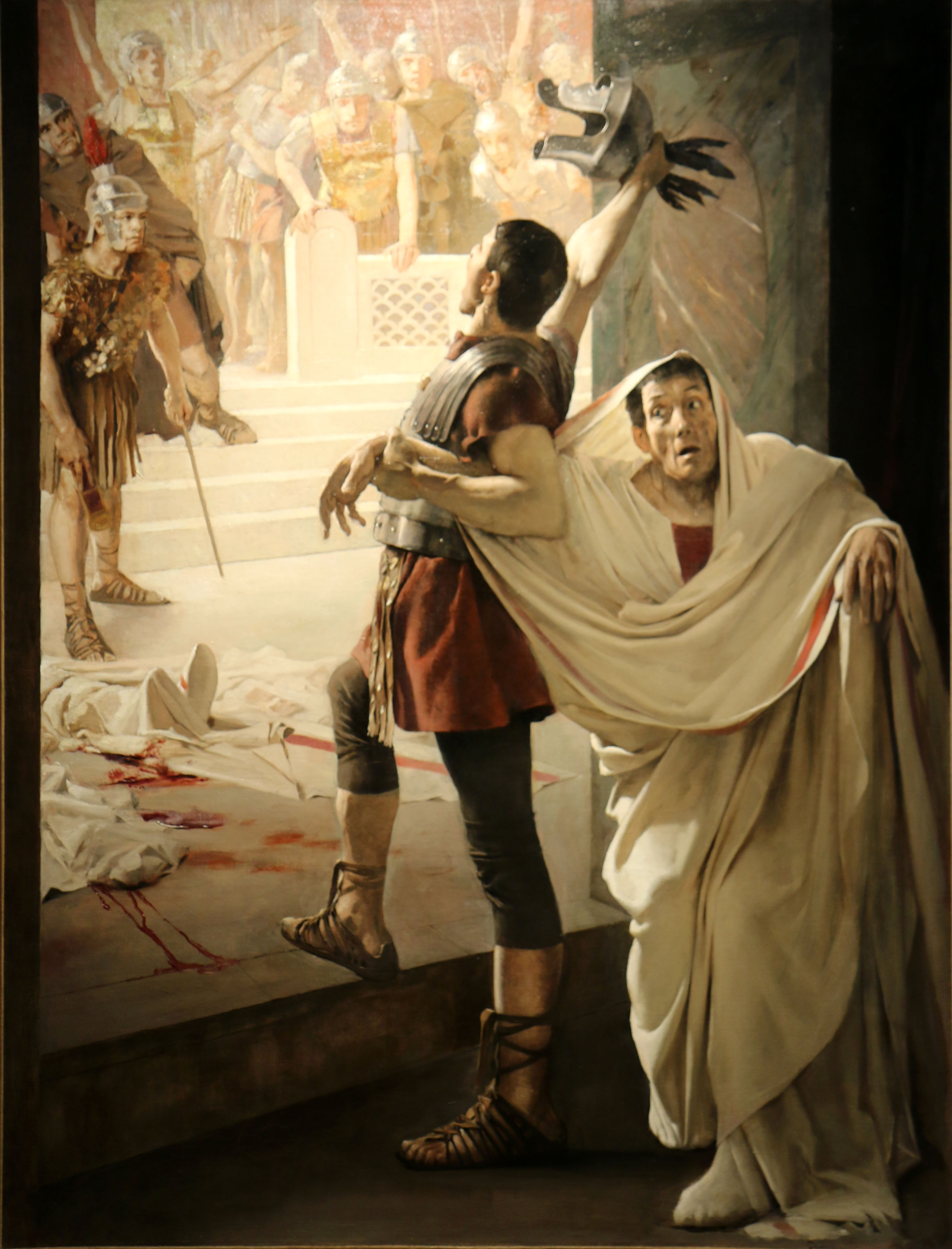
Художник Жан Поль Синибальди. Работа получила II премию.
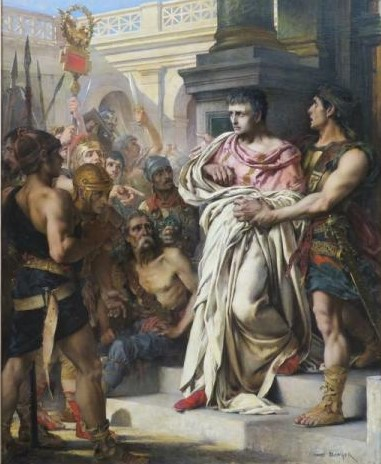
Художник Анри Камиль Данжер. Работа не заняла призового места.

### В кинематографе
- Я, Клавдий (1976) — Дерек Джекоби
- Калигула — Джанкарло Бадесси
- Калигула и Мессалина (1981) — Антонио Пассалия
- Римская империя: Нерон (2004) — Массимо Даппорто
- Британия (2019) — Стив Пембертон